# Alcalatén

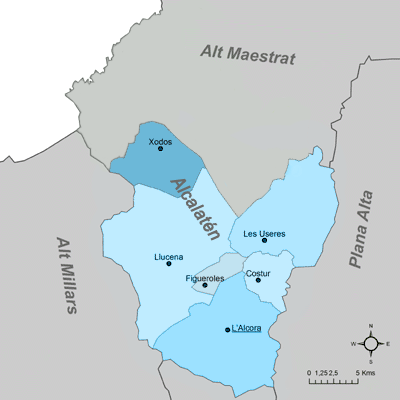
Mapa municipal de l'Alcalatén

L'Alcalatén és una comarca del nord del País Valencià, amb capital a l'Alcora.
Limita al nord amb l'Alt Maestrat i l'Aragó, a l'est amb la Plana Alta, al sud amb la Plana Baixa i a l'oest amb l'Alt Millars.

## Geografia
Geogràficament el territori de l'Alcalatén correspon a una porció de la façana oriental de la serralada ibèrica que, des del Penyagolosa, van descendint escalonadament fins a la mar. Per açò, en sentit invers (de la mar cap a l'interior), ben bé podem afirmar que este territori és una costera: una constant pujada que va des de la seua cota menor (els 135 metres sobre el nivell del mar de l'embassament de Maria Cristina, a l'Alcora), fins als 1.814 metres del Penyagolosa, l'emblemàtica muntanya situada a l'extrem nord-oest de la comarca, on confluïxen els termes de Xodos, Vistabella del Maestrat i Vilafermosa.
Són 1.679 metres de diferència, en a penes 27 quilòmetres de distància en línia recta, una espectacular ascensió per un territori cada volta més trencat que ja va descriure el primer dels seus visitants il·lustres, el botànic Antoni Josep Cavanilles quan, en travessar la comarca en 1793 va anotar al seu diari de viatge: "Desde Villafamés se puede decir que siempre se sube, pero, especialmente, desde Figueroles, quando se llega a Lucena casi quiere uno persuadirse que llegó a la cumbre, pero pasando acia el Castillo se desengaña, elevándose siempre y trepando por la serie de montes que se enlazan y continúan con los de Reyno de Aragón".

### Orografia
La comarca s'estructura al voltant del Penyagolosa, cim culminant del territori de parla valenciana, amb un alt contingut simbòlic per als habitants d'estes terres, però també per a la resta del poble valencià. És una zona esquerpa, amb forts desnivells i diversos cims que s'enlairen per damunt dels 1.500 m, com ara l'Alt de l'Atzevar (1.645 m); la Lloma Velada (1.550 m); el Tossal de Fraga (1.553 m); el Batalla (1.507 m) o el Tossal de Marinet (1.467 m).
En este espai tan abrupte, els rius i els barrancs baixen, entre els materials secundaris —cretàcics i juràssics principalment—, per valls estretes i profundes, tot recorrent muntanyes aspres i tossals rocallosos, fins a arribar a l'ampla vall que travessa la rambla de la Viuda, un afluent del Millars situat a l'orient comarcal.
En Xodos naix el riu Llucena, que és el més important de la comarca i, tot i que naix en terres aragoneses, el Montlleó també travessa la comarca de l'Alcalatén. Tots dos desemboquen a la rambla de la Viuda.

### Vegetació i clima
A les serres abunda el pi i Juniperus, hi ha nombroses espècies d'aus rapinyaires i es pot veure alguna cabra salvatge.
Pel que fa al clima de l'Alcalatén, dins del genèric mediterrani, presenta una pluviositat mitjana que oscil·la, segons l'altitud, entre els 400 i els 600 m; encara que a la contornada del Penyagolosa pot sobrepassar els 700. La temperatura, que disminuïx amb l'altura, presenta unes mitjanes d'entre els 8 i els 15 graus. La vegetació, de tipus mediterrani, amb predomini del pi i de la carrasca, es veu afectada pels incendis forestals, com a conseqüència del massiu abandonament de les activitats agràries en les darreres dècades.

## La comarca històrica
L'actual comarca de l'Alcalatén és una modificació de l'antiga delimitació del territori: la tinença de l'Alcalatén (un senyoriu concedit per Jaume I als Urrea), que figura en el mapa de comarques d'Emili Beüt "Comarques naturals del Regne de València" publicat l'any 1934. Esta delimitació incloïa abans de 2023 els municipis d'Atzeneta del Maestrat, Benafigos, i Vistabella del Maestrat, que ençà formaven part d'una anterior i històrica comarca de l'Alt Maestrat. L'ICV publica el 30 de desembre del 2022 el canvi de comarca de les tres localitats, Vistabella del Maestrat, Benafigos i Atzaneta del Maestrat passen de la comarca de l'Alcalatén a l'Alt Maestrat.

## Història
Poc poblat històricament, l'Alcalatén conté jaciments de l'edat del bronze i ibèrics —alguns tan importants com el de la Torre de Foios a Llucena. A l'època romana, per les troballes efectuades bàsicament a l'Alcora i Costur, sembla que els assentaments es limitaven pràcticament a la zona oriental més baixa. I no seria fins a l'època musulmana que la població començaria a colonitzar definitivament els indrets més favorables de l'accidentat interior. A eixa època correspondria, per exemple, la fundació de diferents alqueries i castells més elevats de l'oest del territori.
El nom de la comarca prové de l'àrab i significa "els dos castells", un dels quals és, sense dubte, el castell d'Alcalatén, uns quants quilòmetres amunt de l'Alcora per la carretera de Terol. No se sap amb seguretat quin és l'altre, però molt probablement fora el de Llucena.

### De la conquesta catalano-aragonesa fins alseglexviii
La conquesta i posterior repoblació cristiana del segle XIII constitueixen l'inici de l'Alcalatén actual. En aquells repobladors vinguts del nord es troba l'origen de la població i de la cultura actual de la comarca, que encara hui manté uns elevats índexs de fidelitat lingüística, amb un 86,4% dels habitants que parlen el valencià i un 97,8% que l'entenen.
Poc després d'aquella conquesta, efectuada l'any 1233, la primitiva població musulmana, com en altres llocs del nord valencià, va ser expulsada del nou territori cristià, que esdevingué així homogeni tant culturalment com religiosa.
La tinença de l'Alcalatén, com a senyoriu feudal, naix immediatament després de la conquesa cristiana arran de la donació efectuada, el 24 de juliol de 1233, per Jaume I a Ximeno II d'Urrea, noble aragonés company del rei en la conquesta del territori valencià. En eixa donació estava comprés tant el castell d'Alcalatén com tots els territoris i poblacions que componien la seua demarcació en època musulmana. Així, els Urrea es convertiren en propietaris d'un dels més extensos senyorius valencians, un senyoriu que posseïren fins a la mort sense descendència de l'últim d'ells: en Pedro Pablo Abarca de Bolea Ximénez de Urrea, desé comte d'Aranda —el famós ministre il·lustrat de Carles III i Carles IV— en 1798. Aquell any, i fins a l'abolició definitiva del feudalisme en 1833, l'Alcalatén passà a ser propietat dels ducs d'Híxar. Finalment, en l'actualitat, el senyoriu de l'Alcalatén encara que a títol simplement honorífic, és un més dels molts títols pertanyents a la casa d'Alba.
Vistabella, Atzeneta i Benafigos, per la seua banda, van ser, des de 1235 i segons la concòrdia de Montalban entre Jaume I i Blasc d'Alagó, propietat d'este altre noble aragonés, junt amb la resta de les altres localitats pertanyents al castell de Culla (Culla, Molinell, Torre en Besora i Vilar de Canes). En 1303, el seu net, Guillem d'Anglesola, vendrà el senyoriu a l'orde militar dels Templers fins que, dissolt l'orde en 1312, passarà a propietat del nou orde militar de Santa Maria de Montesa, on constituirà la batlia o setena de Culla fins a l'abolició del règim feudal.

### Guerres i guerrilles als seglesxixixx
El segle xix, que començà bèl·licament amb una guerra contra l'invasor francés, és també el segle de la revolució liberal espanyola i les guerres civils entre carlistes i liberals. Uns fets que van afectar plenament l'Alcalatén. Esta comarca, donada la seua situació de pas entre l'Aragó i la costa, i el seu relleu accidentat, propici a l'emboscada i l'amagatall guerriller, va ser escenari de tots i cadascun dels episodis bèl·lics del huit-cents. Una cosa que ja havia vist la centúria anterior quan, durant la Guerra de Successió de principis del xviii, les seues muntanyes van ser refugi dels guerrillers maulets —els Miquelets— partidaris del derrotat Arxiduc Carles d'Àustria.
Així, l'Alcalatén va conéixer en 1811 el pas de les tropes franceses pels camins que provenien de l'Aragó, amb 10.000 hòmens que van baixar des de les terres de Terol cap a la Plana i cap a València. Al seu pas van deixar un amarg rastre de pillatge i saqueig recordat en la memòria popular i en la documentació de l'època. Durant aquella mateixa Guerra de la Independència, l'Alcalatén va ser també l'escenari dels fets dels guerrillers liberals d'Ascensi Nebot "el Frare" que, des del seu quarter general de Vistabella, interceptava les comunicacions del mariscal Suchet amb França, fustigant contínuament l'invasor fins a arribar, en 1813, a alliberar, sense cap altre ajut que el de les seues forces, tota la seua zona d'influència –incloent-hi també la Plana–, de tropes franceses.
Posteriorment, durant el Trienni Liberal, en 1822, l'Alcalatén serà l'escenari de les corregudes dels guerrillers absolutistes del general Rafael Sempere, que emplaçarà el seu lloc de comandament a Llucena. Uns anys després, el 1833, quan esclatarà la primera Guerra Carlina, la comarca tornarà, al llarg de sis anys, a veure les seues terres convertides en camps de batalla, cremats els seus masos i les seues collites, i delmats els seus ramats. D'aquells temps destaca la resistència liberal de Llucena, atacada sense èxit repetidament pels carlins, un poble on començà la seua carrera política, després de les seues gestes militars, el jove Victorino Fabra, fundador de la saga política castellonenca dels Fabra. Fou en el transcurs de la guerra, al tossal de Goçalbo, entre les Useres i Llucena, quan consolidà la seua fama militar el general O'Donnell en derrotar, en 1838, el carlí Ramon Cabrera en una batalla decisiva.
Però, desgraciadament, no seria l'última. Després d'alguns nous i poc importants episodis guerrillers entre 1846 i 1849, en 1872 va esclatar l'última Guerra Carlista. Així, fins a l'any 1876, una altra vegada carlistes i liberals van tornar a matar-se pels seus camps, i els pobles van patir les conseqüències d'un conflicte que semblava que s'eternitzava.
Posteriorment, en el segle xx, tingué lloc la Guerra Civil espanyola de 1936-1939 i la seua dura postguerra, en la qual les partides guerrilleres —els anomenats maquis— tornaran a les terres de l'Alcalatén.

## Economia
Als plans que hi ha entre les serres que conduïxen al Penyagolosa es conrea una agricultura de secà: cereals, garrofes, olives, ametles i algunes fruiteres. La ramaderia ateny certa importància.
La vall del riu de Llucena, situada aproximadament al centre de l'Alcalatén, constituïx l'eix geogràfic de la comarca i el seu centre econòmic i demogràfic, en tant que la major part de la població comarcal hi viu, a les localitats de l'Alcora, Figueroles i Llucena, on es desenvolupa la indústria de la ceràmica.
En l'actualitat, el turisme rural s'ha desenvolupat encara de manera incipient i ha diversificat una economia comarcal monopolitzada pel taulell.

## Administració
La comarca pertany a la província de Castelló, i tots els seus municipis pertanyen al Partit judicial de Castelló de la Plana.

## Municipis
Les dades bàsiques dels «6 municipis», amb les xifres de població del padró municipal d'habitants 2023, són:
| Municipi    | Habitants (2023) | Sup. (km²) | Dens. (2023) (hab./km²) |
| ----------- | ---------------- | ---------- | ----------------------- |
| l'Alcora    | 10.526           | 94,9       | 110,3                   |
| Llucena     | 1.369            | 137,0      | 9,7                     |
| les Useres  | 985              | 80,7       | 11,8                    |
| Costur      | 535              | 21,9       | 24,1                    |
| Figueroles  | 518              | 12,1       | 42,8                    |
| Xodos       | 117              | 44,3       | 2,7                     |
| l'Alcalatén | 14.050           | 390,9      | 35,9                    |

## Vies de comunicació
La principal carretera que dona accés a la comarca és la CV-190, que enllaça des de la CV-16 (que acaba a l'Alcora) passant pels municipis de Figueroles i Llucena. Després de pujar el Port del Revolcador (986 m.) s'endinsa a la comarca veïna de l'Alt Millars.
Una carretera comarcal, la CV-165, que es desvia de l'anterior a l'altura de la pedania alcorina de la Foia, comunica els municipis de Costur i Les Useres amb la capital comarcal.
Per la CV-170 s'arriba a Xodos.

## Llocs d'interés
- Castell de l'Alcalatén. Fortalesa medieval del segles X-XIII, de planta triangular dispersa. El recinte principal està envoltat per un camí de ronda, i la fortalesa té aljub i despoblat. L'entrada es fa per migdia, amb dues torres circulars i galledes i muralla emmerletada tipus barbacana. Es troba al municipi de l'Alcora.
- Castell-palau dels Ximénez d'Urrea. D'origen àrab però modificat per a destinar-lo a casa-palau dels Urrea —primer— i dels Híjar —després. Va ser parcialment destruït pels atacs carlins i reformat en 1876 per a fer-lo servir de presó. Actualment alberga el Museu Etnològic de Llucena.
- La Torre de Foios. Monument Nacional des de 1931. Es tracta d'una torre ibera, dels segles VII a III aC que constituïx un dels elements d'arquitectura militar ibera que han arribat als nostres dies. Es troba en bon estat de conservació al municipi de Llucena.

Espais naturals:
- Parc Natural del Penyagolosa. Parc Natural.
- Salt del Cavall a Llucena. Microreserva de flora.

## Festes, fires i celebracions populars
- Festa del Rotllo de l'Alcora. Festa d'Interés Turístic Autonòmic coneguda també com la "Romeria dels infants" on els protagonistes són els xiquets i xiquetes de tota la comarca. L'origen es remunta a mitjans del segle XVIII (1756), com a conseqüència del miracle del patró de la localitat, Sant Cristòfol, que donà pluja al poble després d'una persistent sequera. Com havien sigut els xiquets els que havien estat resant al sant, el poble de l'Alcora els va agrair l'acció amb el repartiment d'un rotllo i decidiren repetir la romeria cada dilluns de pasqua, conegut també com a "dilluns de l'àngel".[5]
- Rompida de la hora de l'Alcora. Festa d'Interés Turístic Autonòmic, Bé d'Interés Cultural Inmaterial de la Comunitat Valenciana i Patrimoni Cultural Inmaterial de la UNESCO. És sense dubte la festa més multitudinària i internacional de la comarca de l'Alcalatén. Té lloc el Divendres Sant a les 12 del migdia, on després del silenci, més de 1.000 tambors i bombos oculten el so de les campanes en un gran baluern percudit, simultani i compassat. Té doble significat: religiós, simbolitzant el cataclisme de la Terra que la bíblia narra després de la mort de Crist; social, simbolitzant la diversitat de la humanitat, a través de les diferents túniques de colors, unida i sense prejudicis, demanant per la pau i la convivència en un mateix toc. A més, en els últims anys, els fons recaptats amb articles promocionals van destinats a diverses ONG.[6]
- Els Pelegrins de les Useres. L'últim divendres d'abril de cada any el poble de les Useres rememora una antiga tradició que ens trasllada de ple a l'edat mitjana.
- Fira del Rotllo de Llucena. Coincidint amb la celebració de la Santíssima Trinitat (30 de maig). Fira de maquinària agrícola i una altra de dolços i jogueteria; competicions esportives; balls típics i balls moderns. Però el típic és el repartiment del rotllo, prèviament beneït pel rector.
- Mostra cultural de l'Alcalatén: Des de l'any 1998 i organitzat per la Coordinadora d'associacions culturals de l'Alcalatén, es realitza anualment en un poble diferent de la comarca una fira d'associacions i artesans, on participen els pobles de l'antiga comarca de l'Alcalatén (Figueroles, Costur, l'Alcora, La Foia, Llucena, Xodos i Les Useres).
- Betlem de Costur "un betlem per a l'Alcalatén".